# Corey Bojorquez
Corey Bojorquez (Bellflower, 13 settembre 1996) è un giocatore di football americano statunitense che milita nel ruolo di punter per i Cleveland Browns della National Football League (NFL).

## Carriera

### New England Patriots
Dopo non essere stato scelto nel Draft, Bojorquez firmò con i New England Patriots il 14 maggio 2018. Fu svincolato il 1º settembre 2018. Bojorquez fu uno degli ultimi giocatori svincolati da New England nella pre-stagione, con la squadra che gli preferì il veterano Ryan Allen ma con l’intenzione di fargli firmare in seguito con la squadra di allenamento. Non dispute alcuna partita durante la pre-stagione, provando solamente a calciare qualche punt durante le pause dell’ultima partita.

### Buffalo Bills
Il 2 settembre 2018 Bojorquez firmò con i Buffalo Bills e fu subito nominato punter titolare dopo che la squadra svincolò Colton Schmidt. Debuttò nella NFL nel primo turno contro i Baltimore Ravens. Nella sconfitta per 47–3 calciò 8 punt per 397 yard complessive. Il 7 ottobre si infortunò a una spalla contro i Tennessee Titans; dopo avere disputato tre partite da infortunato, fu inserito in lista infortunati il 31 ottobre, chiudendo la sua stagione. Chiuse così la sua prima stagione calciando 45 punt a una media di 45,07 yard l’uno.
Nella stagione 2019, Bojorquez calciò 79 punt a una media di 41,94 yard. Nel primo turno di playoff contro gli Houston Texans fu coinvolto in un episodio insolito nel finale di partita. Bojorquez era normalmente l’holder dei Bills durante i tentativi di field goal nel 2019. Buffalo non sapeva se era riuscita a convertire un primo down o se erano andati corti con poco tempo rimanente. Il punto di posizionamento del pallone fu ricontrollato al replay. Se fosse rimasto un quarto down, i Bills avrebbero forzato un tentativo di field goal con il tempo che andava terminando. Il loro allenatore Sean McDermott mandò gli special team in campo mentre gli arbitri ricontrollavano il replay. Alla fine fu deciso che Buffalo aveva guadagnato un primo down e il cronometro ripartì. Invece di sprecare tempo prezioso aspettando che lo special team uscisse dal campo, Bojorquez dovette stare dietro il centro, per ricevere il pallone e scagliarlo a terra per fermare il cronometro.
Nella settimana 5 della stagione 2020 contro i Titans, Bojorquez calciò l’allora punt più lungo della carriera, per una distanza di 74 yard, battendo il suo primato stabilito la settimana precedente. La sua stagione si chiuse con 41 punt calciati a una media 50,78 yard.

### Los Angeles Rams
Il 20 aprile 2021 Bojorquez firmò con i Los Angeles Rams.

### Green Bay Packers
Il 31 agosto 2021 Bojorquez fu scambiato con i Green Bay Packers assieme a una scelta del settimo giro del Draft NFL 2023 per una scelta del sesto giro del 2023.
Il 17 ottobre 2021 Bojorquez calciò un punt da 82 yard nella vittoria sui Chicago Bears. Fu un nuovo primato personale, il secondo più lungo della storia dei Packers e il più lungo in assoluto di tutta la NFL nel 2021. In quella stagione calciò 53 punt a una media 46,55 l’uno.

### Cleveland Browns
Il 4 aprile 2022 Bojorquez firmò con i Cleveland Browns. A inizio stagione fu nominato punter titolare, battendo la concorrenza di Joseph Charlton. Nel penultimo turno calciò 4 punt, di cui 2 nelle 20 yard avversarie e il più lungo dei quali da 64 yard nella vittoria per 24–10 sui Washington Commanders, venendo premiato come miglior giocatore degli special team della AFC della settimana. Chiuse il 2022 con 61 punt a una media di 48,51 l’uno.
Il 15 marzo 2024 Bojorquez firmò un nuovo contratto biennale con i Browns.